# Піскуватий острів (Синельниківський район)
Піскуватий острів — острів на річці Дніпро, що був розташований нижче гирла річки Вороної.
Він зазначений на «Плані» й на «Атласі Дніпра» XVIII віку. За одним виміром має 540 метри завдовжки й 138 метри завширшки; за другим виміром — 530 метри завдовжки й 530 метри завширшки.
У ряді з Піскуватим островом, але ближче до правого берега Дніпра, стоїть острів Шулаїв, або Шуляків, нижче гирла річки Вороної і супроти правобережної балки Тягинки.